# Марис Верпаковскис
Марис Верпаковскис (лет. Māris Verpakovskis; Лијепаја, 15. октобар 1979) бивши је летонски фудбалер који је играо на позицији нападача.
Каријеру је почео у Летонији где је стекао популарност. Затим је прешао у Динамо Кијев где није много играо, па је ишао на неколико позајмица. За репрезентацију Летоније наступао је од 1999. до 2014. године и са 29 голова је најбољи стрелац репрезентације.